# Delegationen för jämlikhetsärenden
Delegationen för jämlikhetsärenden (Tane) är en finländsk statlig permanent delegation som finns i anslutning till social- och hälsovårdsministeriet och som grundades år 1972. Delegationen för jämställdhetsärenden tillsätts alltid för riksdagens mandatperiod. I delegationen är riksdagspartierna företrädda i förhållande till resultatet av riksdagsvalet. Tane arbetar för att främja jämställdhet mellan könen i samhället. Den är i första hand en jämställdhetspolitisk aktör som tar initiativ och främjar behandlingen av pågående jämställdhetspolitiska frågor. Tane är en av Finlands tre jämställdhetsmyndigheter och har en rådgivande roll inom statsförvaltningen.

## Uppgifter och verksamhet
Delegationen för jämställdhetsärenden har i uppgift att:
- följa och främja förverkligandet av jämställdhet i samhället
- ta initiativ och göra framställningar till samt avgiva utlåtanden om utvecklande av lagstiftning och andra åtgärder som återverkar på jämställdheten
- främja samarbetet mellan myndigheter, arbetsmarknadsorganisationer och andra sammanslutningar
- främja forskningen i jämställdhetsfrågor och utnyttjandet av forskningsresultaten
- följa den internationella utvecklingen på området.[1]

Delegationen ordnar också olika evenemang och seminarier och producerar publikationer. Tane kan inrätta sektioner och arbetsgrupper till stöd för sin verksamhet. Sektionerna och arbetsgrupperna är sakkunniga inom sina ämnesområden och bereder delegationens beslut. Under perioden 2023–2027 finns det två sektioner i Tane: en manssektion och en sektion för kön, ekonomi och makt.

## Tanes sammansättning
Under perioden 2023–2027 är delegationens ordförande riksdagsledamot Karoliina Partanen (saml.) och vice ordförande Barnavårdsföreningen rf:s verksamhetsledare Pia Sundell (r.). Delegationen är verksam under riksdagens mandatperiod.
Medlemmarna i den parlamentariska delegationen är personer som utsetts av partierna. Sakkunnigledamöter är dessutom Kvinnoorganisationernas centralförbund, Mansorganisationernas centralförbund, Kvinnoorganisationer i samarbete NYTKIS och Seta.

## Tane och jämställdhet mellan män
Jämställdhet mellan män är en central del av Tanes arbete. Manssektionen som Tane inrättade 1988 är veterligen vid en internationell jämförelse den längsta oavbrutna sakkunniginstansen som behandlar jämställdhetsfrågor ur ett manligt perspektiv.
Tane delar årligen ut jämställdhetspriset Karlatag särskilt för främjande av jämställdhetsarbete som gäller män och pojkar. Syftet med priset är att ge beröm och påminna om att alla drar nytta av främjandet av jämställdheten mellan könen. Priset har delats ut sedan 1988.